# Ghiacciaio Yamato
Il ghiacciaio Yamato è un ghiacciaio lungo circa 11 km e largo 10, situato sulla costa del Principe Harald, nella Terra della Regina Maud, in Antartide. Il ghiacciaio, il cui punto più alto si trova a oltre 1800 m s.l.m., si trova in particolare nei monti della Regina Fabiola, dove scorre verso ovest fluendo tra i monti Fukushima ed Eyskens.

## Storia
Il ghiacciaio Yamato è stato scoperto il 7 ottobre 1960 da una spedizione belga di ricerca antartica comandata da Guido Derom, che lo battezzò con il vecchio nome di una baia dell'isola di Honshū. Nella cultura giapponese, "Yamato-damashii" è un termine della lingua giapponese che indica un concetto spirituale originario del Giappone antico rappresentante l'orgoglio e la persistenza del popolo del Giappone di fronte ad un grave pericolo. La stessa area fu poi in seguito visitata ed esplorata, nel novembre 1960, proprio da una spedizione di ricerca giapponese.
Nel 2000, un'altra spedizione di ricerca giapponese, la quarantunesima della serie nipponica, scoprì sul ghiacciaio Yamato un meteorite marziano. Chiamato Yamato 000593, con una massa di circa 13,7 kg esso era, al tempo della sua scoperta, il secondo più grande meteorite proveniente da Marte mai rinvenuto sulla Terra.